# باک‌آمپی‌سیلین
باک‌آمپی‌سیلین(به انگلیسی: Bacampicillin) (INN) یک آنتی بیوتیک پنی‌سیلینی است . این ماده یک پیش دارو از آمپی سیلین است که در آن فراهمی زیستی از طریق مصرف خوراکی بهبود یافته‌است.
این دارو با نام‌های تجاری Spectrobid (فایزر) و Penglobe (آسترازنکا) عرضه می‌شود. 